# 제1훈련소
제1훈련소 (第一訓練所, 영어: 1st Military Training Complex)는 모슬포 훈련소, 강병대로도 알려진 대한민국 제주특별자치도 서귀포시 대정읍 상모리에 남아있는 대한민국 육군의 훈련소이다.

## 역사

### 초기
1910년부터 1945년까지 일본군에서 건설하고 사용하였다. 당시 제주도에는 제2차 세계 대전 말기에 연합국의 몰락 작전에 대항하는 결호 작전으로 창설된 일본 제국 육군 제58군이 주둔했었는데, 제58군 병기부장인 "오무라 슈"(일본어: 大村修) 대좌가 사용하여 오무라 병영(大村兵舍 오무라 헤이샤[*], 대촌병사라고도 불리고 있다)으로도 불리었다. 일본의 항복이후, 그들이 철수하면서 오무라 병영은 자연스럽게 버려졌다.
광복을 맞은 이후, 제9연대가 1946년 이곳에서 창설되었다. 1948년 6월 27일 대구부에서 제1훈련소가 설립되어 미국 제6보병사단 병기교육단에 의한 경기관총, 2.36인치 로켓포, 57mm 대전차포 운용 교육을 하였다.

### 한국 전쟁
이후 한국 전쟁이 발발한 1950년 7월 경상북도 대구시 산격동에 창설된 제25교육연대가 1951년 1월 21일, 제주도 남제주군 대정읍에 있던 오무라 병영을 제1훈련소 본부로 삼으면서 제1훈련소가 이전되었으며, 3월 21일 거제도와 제주도와 대구부에 있던 제3, 5, 1 훈련소를 제1훈련소로 통합하면서 본격적으로 징집된 인원을 기초군사훈련하여 전선에 제공하기 시작하였다. 시설이 부족하여 10만 명가량 수용하기 위해 천막을 쳤으며, 미국 육군의 교육방침에 따라 16주 동안 소총병 기초훈련을 시행하다가도 전선이 위험한 시기에는 빠르게 훈련하였다. 기초훈련을 마친 보병과 이외의 병사는 육지에 있는 각 병과 학교로 보내었다. 때때로 제주도의 심한 기상변화 탓에 훈련을 마친 신병을 전차상륙함에 태워 전선에 보낼 수 없었다.

### 휴전 이후
약 50만 명을 훈련했으며, 휴전 이후 "제2훈련소"(현재의 충청남도 논산시에 있는 육군훈련소)로 대부분의 교육 및 훈련 부대가 옮겨가고, 남은 부대가 강원도 춘천시 신북읍 용산리로 옮겨가 제1야전군 예하 "제102보충대대"가 되면서, 제1훈련소는 공식적으로 1956년 4월 30일 폐쇄되었다.
현재 지휘소, 막사, 의무대 건물과 정문 기둥, 그리고 훈련병들의 종교시설로 이용된 강병대교회(국가등록문화재 38호, 면적 594m2)가 남아 있다. 한국 전쟁에 관련된 역사적으로 중요한 사적지로서의 가치에 따라 2008년 10월 1일 국가등록문화재 409호로 지정되었으며, 맞은 편에는 옛 해병대 훈련소(등록문화재 410호)가 남아 있다.

## 구조

### 조직
- 지휘소
- 교육연대 - 8개 대대
- 1개 하교연대/하사관학교 - 매월 1,000명 양성
- 2개 교도연대 - 교관 훈련
- 미군고문관 (100명)
- 수송대
- 통신대
- 의무대/제98병원
- 제251헌병대

### 시설
- 제1숙영지 - 서귀포시 안덕면 동광리
- 제2숙영지 - 상예동
- 제3숙영지 - 하원동 법화사;
- 제5숙영지 - 상효동; 1952년 10월 4일, 설립
- 하사관
  - 제1숙영지 - 안덕면 서광리; 1952년 10월 4일, 설립
  - 제2숙영지 - 모슬포; 1952년 10월 4일, 설립

### 다른 훈련소
- 제2훈련소; 1951년 11월 1일 ~ 현재[2]
  - 1951년 11월 1일, 부산시에 설치
  - 종전 후, 충청남도 논산시 연무읍으로 이동.
- 제3훈련소; (불명) ~ 1951년 3월 21일[2]
  - (불명) - 부산시 거제도 구포에 설치.
  - 1951년 3월 21일 - 제1훈련소로 통합.
- 제5훈련소; 1950년 7월 6일 ~ 1951년 3월 21일[2]
  - 1950년 7월 6일 - 제주항 동부두 주정공장에 설치.
  - 제1교육대 - 모슬포
  - 제2교육대 - 한림
  - 제3교육대 - 서귀포 주정공장
  - 제5교육대 - 제주농압학교
  - 1951년 3월 21일 - 제주도, 제1훈련소로 통합.
- 제6훈련소; 1950년 ~ 1950년 9월 25일[2]
  - 1950년 - 밀양군 삼랑진읍에 설치.
  - 1950년 9월 25일, 제20연대로 재편성됨.
- 제7훈련소[2][7]
  - 1950년 - 진해에 설치.
  - 현재 육군정보학교
- 국민방위군훈련소 - 현재 서귀포초등학교; 1950년 ~ 1951년, 국민방위군 사건[8]

## 역대 소장
- 준장 백인엽; 1951년 3월 21일
- 준장 오덕준; 1952년 8월 14일
- 준장 이응준; 1954년 7월 21일 ~ 1956년 1월

## 같이 보기
- 제102보충대대, 제1훈련소에서 인사 기능만 분리된 부대.
- 육군훈련소, 1999년까지 "제2훈련소"였던 훈련소.
- 제29보병사단, 제1훈련소에서 창설되었던 사단.
- 제주 구 육군제1훈련소 지휘소 - 등록문화재 제409호
- 제주 구 해병훈련시설 - 등록문화재 제410호
- 제주 대정여자고등학교실습실(육군98병원병동) - 등록문화재 제680호

## 참고
1. ↑  문정임 (2020년 3월 12일). “한국전쟁 당시 50만 장병 배출 제주 옛 육군 제1훈련소, 역사문화공간으로 조성”. 《국민일보》. 2021년 8월 25일에 확인함.
2. 1 2 3 4 5 6  “대구훈련소 터”. 독립기념관. 2018년 5월 18일에 확인함.
3. ↑  유광종 (2010년 11월 9일). “대구에서 품은 강군의 꿈 (210) 제주도 신병 훈련소”. 중앙일보. 2012년 4월 17일에 확인함.
4. ↑  “옛 육군 제1훈련소”. 독립기념관. 2012년 4월 18일에 확인함.
5. ↑  진유정 (2012년 11월 12일). “300만 신병의 고향 '102보충대대, 역사 속으로'”. 춘천CBS. 2014년 4월 7일에 확인함.
6. ↑  김대영 (2008년 9월 30일). “제주 옛 육군훈련소 지휘소, 해병훈련시설 등록문화재 확정”. 제주일보. 2012년 4월 17일에 확인함.
7. ↑  윤시원 (2013). “육군정보학교”. 한국민족문화대백과사전. 성균관대학교.
8. ↑  “국민방위군훈련소 터 - 서귀포초등학교”. 독립기념관. 2018년 5월 18일에 확인함.

- “상모리 육군제1훈련소지휘소”. 고영철의 역사교실. 2008년 12월 7일. 2018년 5월 20일에 확인함.